# Doing Good Better
Doing Good Better: Effective Altruism and How You Can Make a Difference (em português: Fazendo o Bem Melhor: Altruísmo Efetivo e Como Você Pode Fazer a Diferença) é um livro de 2015 de William MacAskill que serve como uma cartilha sobre o movimento de altruísmo eficaz que busca fazer o bem ao máximo. É publicado pela Random House e foi lançado em 28 de julho de 2015.

## Recepção

### Críticas
As críticas do livro foram, em geral, positivas. Escrevendo para a Marginal Revolution, o professor de economia da Universidade George Mason, Alex Tabarrok, descreveu o livro como “aquela fera rara, um defensor obstinado e de coração mole para salvar o mundo”. Ele concluiu sua crítica escrevendo:
Felizmente, o altruísmo eficaz não requer níveis de altruísmo como os da Madre Teresa ou níveis de cabeça dura como os de Spock. O que é necessário é uma mudança cultural para que as pessoas se orgulhem de como doam e não apenas de quanto doam. Imagine, por exemplo, que se torne rotina perguntar “Como a GiveWell avalia sua instituição de caridade?” Ou: “A GiveDirectly dá dinheiro às pessoas pobres - você pode demonstrar que sua instituição de caridade é mais eficaz do que dinheiro?” O objetivo não é o questionamento. O objetivo é fazer com que as pessoas se sintam bem quando conseguem responder.
Uma crítica na Kirkus Reviews concluiu: “Há milhares de instituições de caridade no mundo, a maioria das quais está tentando fazer o bem para as pessoas. O autor mostra aos leitores como pegar qualquer uma dessas instituições de caridade e avaliá-las de acordo com sua estrutura, para que possam tomar boas decisões sobre suas contribuições filantrópicas. Diretrizes altamente úteis para encontrar a instituição de caridade perfeita e digna de seu dinheiro."
O The Sunday Times chamou o livro de “um olhar surpreendente e contraintuitivo sobre as melhores maneiras de fazer a diferença”. Marc Gunther elaborou uma crítica sobre o livro para a Nonprofit Chronicles, escrevendo: “Não há melhor momento para começar do que agora”, sobre a agenda que MacAskill estabeleceu no livro.
Sue Desmond-Hellmann, CEO da Fundação Bill e Melinda Gates, analisou o livro favoravelmente, concluindo que: “Adquirir o hábito de retribuir nunca é uma coisa ruim. Embora as boas intenções possam não ser suficientes por si só, um mundo cheio de pessoas que se importam - e que estão abertas a fazer o bem melhor - pode fazer uma grande diferença."
Steven Levitt, economista da Universidade de Chicago e autor de Freakonomics, comentou sobre o livro: “Muito bem escrito e extremamente inteligente. Doing Good Better deveria ser leitura obrigatória para qualquer pessoa interessada em tornar o mundo melhor." O site do livro também cita comentários favoráveis do bioeticista e defensor do altruísmo eficaz Peter Singer, do cofundador do Skype e do Kazaa Jaan Tallinn, da presidente e cofundadora do Center for Applied Rationality Julia Galef, do professor de administração Adam Grant, do pesquisador de antienvelhecimento Aubrey de Grey, do pioneiro da nanotecnologia Eric Drexler, do astrônomo Martin Rees e do linguista e pesquisador Steven Pinker.
O cofundador do LinkedIn, Reid Hoffman, escreveu uma crítica majoritariamente positiva do livro, mas discordou da rejeição do livro à filantropia local. Ele argumentou que a liderança filantrópica local tinha valor instrumental e também ajudava a dar um bom exemplo para outros membros da comunidade.
Kate Grant, CEO da Fistula Foundation, instituição que foi mencionada no livro, criticou a descrição de MacAskill sobre o trabalho da organização, observando que ela estava desatualizada e era enganosa. Ela disse que isso poderia indicar problemas mais profundos com a qualidade da pesquisa para o livro.

### Outras menções
Um artigo de Derek Thompson para o The Atlantic, que discutiu amplamente o movimento do altruísmo eficaz e o trabalho de William MacAskill em particular, discutiu brevemente o livro Doing Good Better.
Uma contribuição do fórum do Boston Review sobre altruísmo eficaz de Paul Brest, ex-presidente da William and Flora Hewlett Foundation, publicada em 1º de julho de 2015, chamou o livro de MacAskill de “excelente novo livro” e o considerou como parte fundamental de uma estratégia para mover o mundo na direção do altruísmo eficaz.
Em 2015, o The New York Times baseou um artigo sobre os princípios do altruísmo eficaz no livro e nos argumentos de MacAskill.